# Krešimir Ćosić
Pour les articles homonymes, voir Ćosić.
Krešimir Ćosić, né le 26 novembre 1948 à Zagreb, mort le 25 mai 1995 à Baltimore (Maryland) aux États-Unis, est un joueur et entraîneur de basket-ball, jouant pour la Yougoslavie au poste de pivot.
Il est avec le Croate Dražen Petrović et Serbe Radivoj Korać, le meilleur joueur de basket-ball de l'ancienne Yougoslavie[réf. nécessaire].
Ćosić a dominé le basket-ball européen durant quinze ans, permettant de décomplexer les Européens, leur faisant comprendre qu'un des leurs était capable de concurrencer les Américains en matière de basket-ball.
En sa présence, l'équipe nationale de Yougoslavie gagnait tous les trophées qu'elle visait, devant et très rarement derrière l'URSS, sa grande sœur ennemie qui la coiffa tout de même à trois ou quatre occasions pour le titre suprême de champion d'Europe (Essen en 1971) ou olympique (Munich 1972).
Il a été élu, à titre posthume, membre du FIBA Hall of Fame.

## Biographie

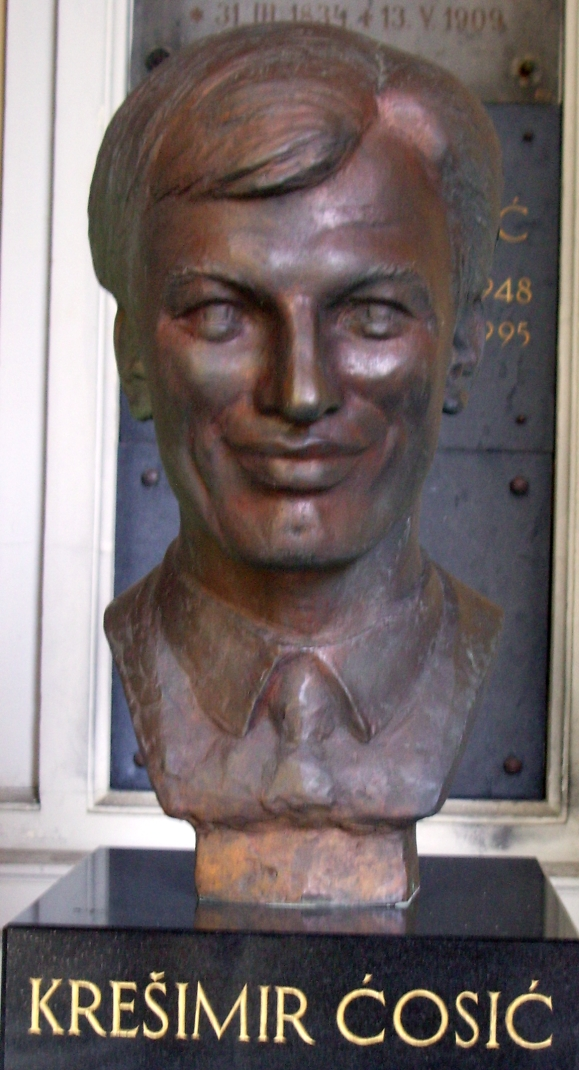
Monument commémoratif à Zagreb

Doté de moyens psychologiques et surtout physiques hors normes, une taille de 2,11 m associée à une vitesse et une détente fabuleuses, Ćosić (prononcez Tchoossitch), ce « Blanc qui jouait comme un Noir », débute au club emblématique de Zadar. Intérieur, qui était aussi extrêmement habile au tir à l'extérieur, il obtient des titres de champion de Yougoslavie. Avec sa sélection nationale (dirigée par « le père du basket » le grand Aleksandar Nikolić), qu'il intègre à 20 ans, il obtient une médaille d'argent aux Jeux olympiques d'été de 1968 à Mexico puis un titre de champion du monde 1970 à Ljubljana en Slovénie devant l'URSS qui enregistre là sa première défaite en finale depuis le début des rencontres internationales.
Ce match télévisé en Mondiovision attribuera à la grande Yougoslavie de Cosic et ses coéquipiers dorés Korać, Skansi, Daneu et autres Plecas, une renommée qu'ils ne trahiront jamais jusqu'à la dissolution de la Yougoslavie.
Ses qualités de marqueur mais aussi de passeur, que ce soit sur jeu posé ou en contre-attaque, commencent sérieusement à faire parler de lui aux États-Unis où pour le moment on n'avait jamais fait les yeux doux à un Européen de plus originaire d'un pays communiste, la Yougoslavie du Maréchal Tito.
L'« opération séduction », menée par les autorités américaines, portera finalement ses fruits : il accepte d'étudier le management et surtout de jouer au basket-ball pour l'université Brigham Young, université privée de l'Église de Jésus-Christ des saints des derniers jours (sa nouvelle religion), à Provo dans l'État mormon de l'Utah. Une des meilleures des États-Unis à l'époque.
Il réussit une brillante carrière universitaire aux États-Unis, devenant le premier Européen All America durant deux années. Il parvient à conduire deux années de suite son équipe au tournoi régional final de la NCAA et menant son équipe à la marque et aux rebonds, statistique dont il deviendra le 2e de l'histoire de l'université,.
Il est le premier Yougoslave drafté en NBA.
Bien que drafté par les Portland Trailblazers et les Lakers de Los Angeles en NBA et par les Carolina Cougars en ABA, il renonce à ces offres alléchantes financièrement, et retourne en Yougoslavie, cédant aux pressions gouvernementales. Il jouera à nouveau à Zadar, puis rejoindra l'Italie pour y remporter deux titres de champion avec la Virtus Bologne puis le Cibona Zagreb avec en prime une Coupe des coupes en 1982.
Parallèlement à sa carrière en club, il poursuit avec l'équipe nationale remportant un nouveau titre mondial en 1978 et trois titres européens.
Après sa carrière, il obtiendra une nouvelle médaille olympique en tant qu'entraîneur lors des Jeux olympiques 1988 à Séoul.
Bien qu'il n'ait jamais fait une carrière diplomatique, il est nommé en 1992 à un poste de diplomate aux États-Unis pour la Croatie.
Il meurt à l’âge de 46 ans à la suite d'une longue lutte contre le cancer. Ćosić « l'inventif » est, avec les autres baby stars doués de l'ex-Yougoslavie Radivoj Korać, Skansi et autres Ivo Daneu, le meilleur joueur européen des années 1970, que ce soit au niveau de marqueur que passeur et « levier » de l'équipe. Ses qualités de compétiteur lui permirent d'affronter et surtout de gagner avec l'équipe nationale lors de challenges où ils n'étaient pas les mieux préparés.

## Club

### Comme joueur

#### Europe
- KK Zadar 1964-69, 1973-75
- Brest Olimpija 1976-78
- Virtus Bologne (« Synudine Bologna ») 1978-80
- Cibona Zagreb 1980-83

#### NCAA
- Brigham Young University de 1970 à 1973

### Comme entraîneur
- Brest Cerknica
- KK Split (« Jugoplastika Split ») 1984-85
- Équipe de Yougoslavie, 1987-88

## Palmarès

### Équipe nationale
- Joueur
- Jeux olympiques d'été
  -  Médaille d'or aux Jeux olympiques 1980 à Moscou
  -  Médaille d'argent aux Jeux olympiques 1976 à Montréal
  -  Médaille d'argent aux Jeux olympiques 1968 à Mexico
- championnat du monde
  -  Médaille d'or en 1970 et 1978
  -  1974
- Championnat d'Europe
  -  Médaille d'or 1973, 1975, 1977
  -  Médaille d'argent en 1969, 1971, 1981
  -  Médaille de bronze en 1979
- Entraîneur
  -  Médaille d'argent aux Jeux olympiques 1988 à Séoul

### Club
- Coupe des coupes : 1982 avec le Cibona Zagreb
- champion de Yougoslavie : 1967, 1968, 1974, 1975, 1982 et 1983
- Champion d'Italie : 1979 et 1980